# Pegomya gilvoides
Pegomya gilvoides este o specie de muște din genul Pegomya, familia Anthomyiidae, descrisă de Griffiths în anul 1983. Conform Catalogue of Life specia Pegomya gilvoides nu are subspecii cunoscute.